# Michael C. Francis
Michael C. Francis (ur. 5 maja 1977) – kanadyjski zapaśnik. Srebrny i brązowy medal na mistrzostwach panamerykańskich w 2001. Czwarty na igrzyskach panamerykańskich w 1999 roku.